# Navegació animal

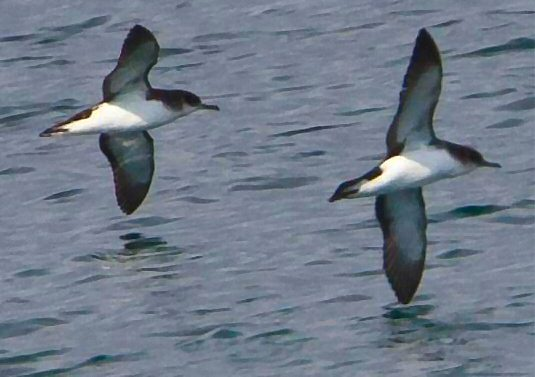
Els ocells migradors utilitzen la navegació

La navegació animal és la capacitat de molts animals de trobar el seu camí amb precisió sense mapes o instruments. Moltes aus, insectes com la papallona monarca i peixos com el salmó regularment migren milers de quilòmetres a des dels seus llocs de cria, i moltes altres espècies naveguen amb efectivitat a distàncies més curtes.
La navegació per estima (dead reckoning), que va ser suggerit per Charles Darwin el 1873 com a possible mecanisme de navegació des d'una posició coneguda amb només informació sobre la pròpia velocitat i direcció. Al segle xx, Karl von Frisch va demostrar que les abelles de mel poden navegar pel sol, pel patró de polarització del cel blau i pel camp magnètic de la Terra; d'aquests, confien al sol quan sigui possible. William Tinsley Keeton va demostrar que els coloms també podien fer ús d'una sèrie de senyals de navegació, incloent el sol, camp magnètic de la Terra, olfacte i la visió. Ronald Lockley va demostrar que una espècie de petit ocell mariner, de Manx, podia orientar-se i volar a casa a tota velocitat, quan s'allibera lluny de casa, sempre que el sol o les estrelles eren visibles.
Diverses espècies d'animals poden integrar senyals de diferents tipus per orientar-se i navegar amb eficàcia. Els insectes i els ocells són capaços de combinar els punts d'estudi amb direcció sensada (del camp magnètic de la terra) o del cel) per identificar on són, per tant, navegar. Els 'mapes' interns es formen sovint amb la visió, però també es poden utilitzar altres sentits, incloent olfacte i ecolocació.
La capacitat dels animals salvatges per navegar pot veure's afectada negativament pels productes de l'activitat humana. Per exemple, hi ha evidència que els pesticides poden interferir amb la navegació de les abelles, i que les llums poden fer malbé la navegació de les tortugues.

## Mecanismes
Lockley va començar el seu llibre "Animal Navegation" amb les paraules:
| « | Com fan els animals el camí cap a un país aparentment sense rastre, a través de boscos sense camí, a través de deserts buits, per sota i sense mars?... Ho fan, és clar, sense cap brúixola, sextant, cronòmetre o diagrama... | » |

S'han proposat molts mecanismes per a la navegació animal: hi ha proves per a una sèrie d'ells. Sovint, els investigadors s'han vist obligats a descartar les hipòtesis més simples: per exemple, alguns animals poden navegar en una nit fosca i ennuvolada, quan no es mostren fites ni referències celestes com el sol, la lluna o les estrelles. Els principals mecanismes coneguts o hipòtesis es descriuen al seu torn a continuació.

### Marcadors recordats
Animals incloent mamífers, ocells i insectes com les abelles i les vespes (Ammophila i Sphex), són capaços d'aprendre marcadors en el seu entorn i d'utilitzar-los en la navegació.

### Orientació pel Sol

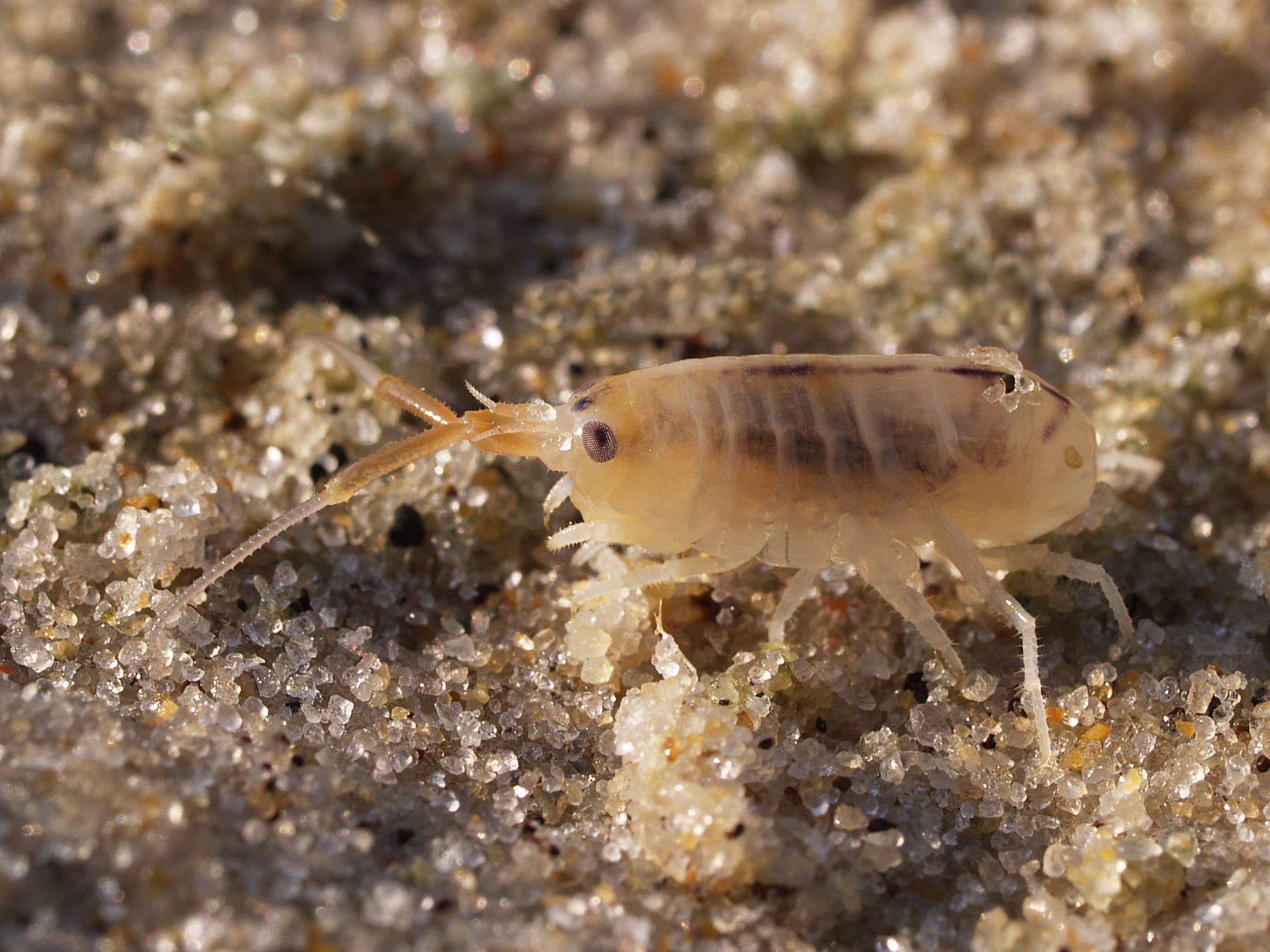
Talitrus saltator, usa el sol per a determinar la direcció.

Alguns animals poden navegar usant senyals celestes com la posició del sol. Com que el sol es mou al cel, la navegació per aquest mitjà també requereix un rellotge intern. Molts animals depenen d'un rellotge per mantenir el seu ritme circadià. Els animals que utilitzen l'orientació de la brúixola del sol són peixos, aus, tortugues marines, papallones, abelles, puces de sorra, rèptils i formigues.

### Orientació en el cel nocturn
En un experiment pioner, Lockley va demostrar que els tallarols es col·locaven en un planetari que mostrava el cel nocturn orientat cap al sud; quan el cel del planetari es va girar molt lentament, els ocells van mantenir la seva orientació respecte a les estrelles mostrades. Lockley observa que per navegar per les estrelles, els ocells necessitaran un "sextant i un cronòmetre": una capacitat integrada per llegir patrons d'estrelles i navegar per ells, que també requereixen un rellotge precís del rellotge de temps. 
El 2003, es va observar que l'escarabat africà Scarabaeus zambesianus va navegar utilitzant els patrons de polarització en la llum de la lluna, convertint-se en el primer animal conegut per utilitzar la llum de la llum polaritzada per a l'orientació
.

### Orientació per la llum polaritzada

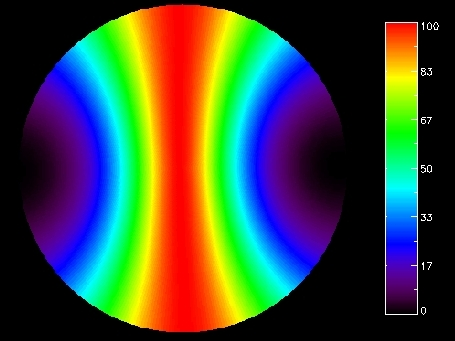
El model del cel de Rayleigh mostra com la llum polaritzada pot mostrar la direcció a les abelles.

Alguns animals són sensibles a la polarització de la llum. Les abelles poden utilitzar llum polaritzada en dies ennuvolats per estimar la posició del sol al cel, en relació amb la direcció de la brúixola que volen viatjar. L'obra de Karl von Frisch va establir que les abelles poden identificar amb precisió la direcció i l'abast des dels ruscs fins a una font alimentària (típicament flors que contenen nèctar). Una abella obrera torna al rusc i senyalitza a altres treballadors el rang i la direcció relativa al sol de la font d'alimentació mitjançant una dansa. Les abelles observadores són llavors capaces de localitzar el menjar volant la distància implícita en la direcció donada, tanmateix, altres biòlegs questionen aquestes afirmacions. Tanmateix, les abelles poden recordar la ubicació dels aliments i tornar-hi a fer-ho amb precisió, si el clima és assolellat (en aquest cas, la navegació pot estar al sol o recorda els punts de referència visuals) o en gran part ennuvolat (quan la llum polaritzada pot ser usada).

### Magnetorecepció

Colomí.

Alguns animals, inclosos els mamífers, com ara rates cegues ( Spalax )i ocells com els coloms, són sensibles al camp magnètic de la terra.
Els coloms utilitzen la informació del camp magnètic amb altres senyals de navegació. L'investigador pioner, William Keeton, va demostrar que els coloms no podien orientar-se correctament en un dia assolellat, però podrien fer-ho en un dia ennuvolat, suggerint que els ocells prefereixen confiar en la direcció del sol, però passen a utilitzar un camp magnètic indicat quan el sol no és visible. Això va ser confirmat per experiments amb imants: els coloms no podien orientar-se correctament en un dia ennuvolat quan el camp magnètic va ser interromput.

### Olfacte

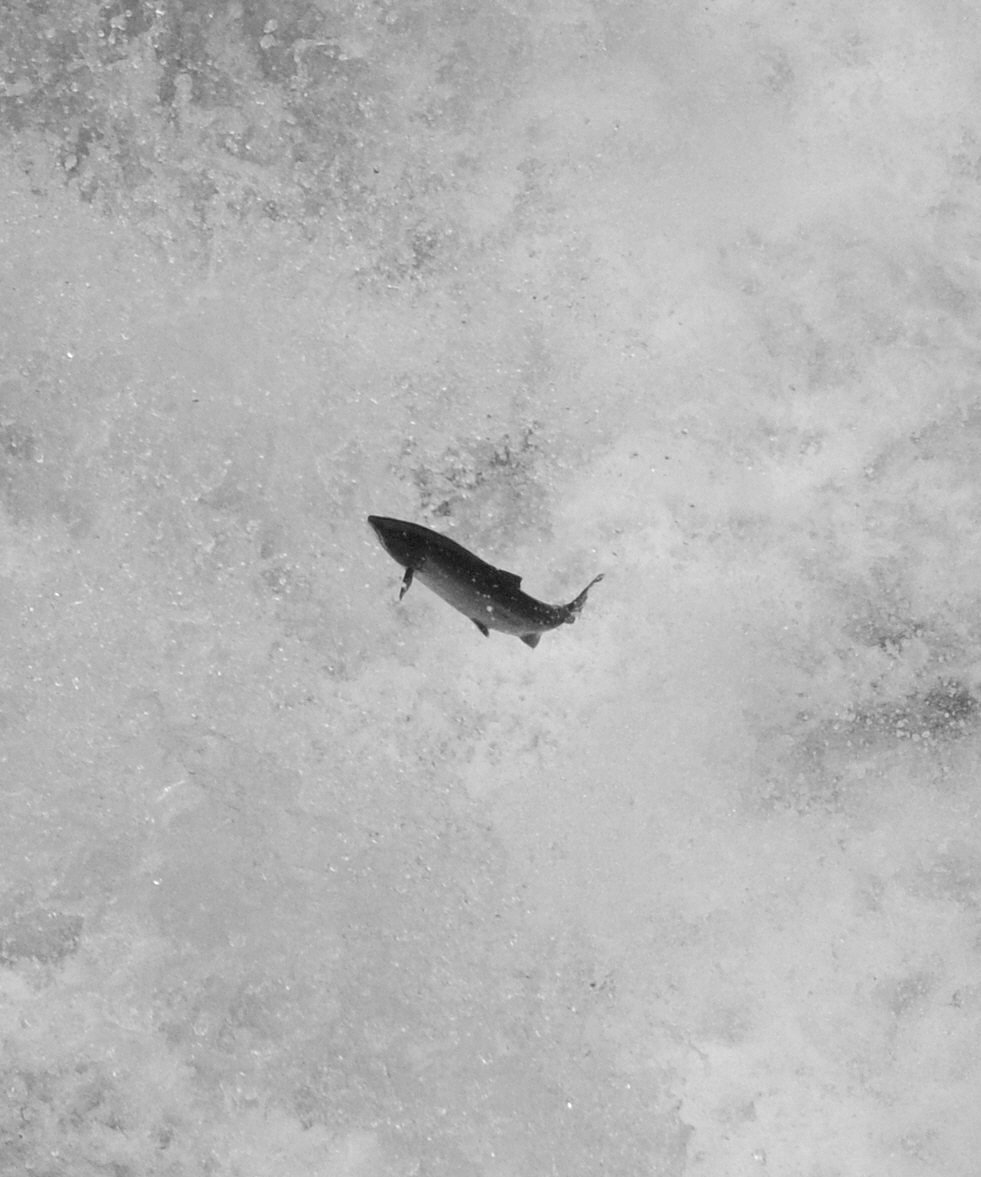
Els salmons es guien per l'olfacte

La navegació per olfacte s'ha suggerit com un possible mecanisme en coloms. El model de 'mosaic' de Papi argumenta que els coloms construeixen i recorden un mapa mental de les olors a la seva àrea, i reconeixen on són per l'olor local. El model "gradient" de Wallraff argumenta que hi ha un degradat d'olor constant i de gran escala que es manté estable durant llargs períodes. Si hi hagués dos o més gradients en diferents direccions, els coloms podrien situar-se en dues dimensions per les intensitats de les olors. No obstant això, no és clar que existeixin gradients estables. No obstant això, no és clar com s'utilitzen senyals olfactives.
Els senyals olfactius poden ser importants en el salmó, que se sap que tornen al riu exacte on van néixer. Lockley informa de proves experimentals que els peixos poden saber amb precisió la diferència entre les aigües dels diferents rius. Els salmons poden utilitzar el seu sentit magnètic per navegar a l'abast del seu riu, i després utilitzar l'olfacte per identificar el riu a curta distància.

### Receptors de la gravetat
Els estudis de rastreig (GPS) indiquen que les anomalies de gravetat podrien exercir un paper en la navegació de coloms domèstics
.

### Altres sentits
Els biòlegs han considerat altres sentits que poden contribuir a la navegació animal. Molts animals marins com les foques són capaços de la recepció hidrodinàmica, que els permeten rastrejar i atrapar preses com els peixos detectant les pertorbacions que el seu pas deixa enrere a l'aigua. Marine mammals such as dolphins, i moltes espècies de ratpenat són capaces d'ecolocació, que utilitzen tant per detectar preses com per a l'orientació detectant el seu entorn.

## Integració de camins

Diagrama d'integració de camins

La navegació per estima (dead reckoning), en animals coneguda normalment com a integració de camins, significa la configuració de senyals provinents de diferents fonts sensorials dins del cos, sense fer referència a la percepció visual o altres marcs externs, per estimar la posició relativa a un punt de partida conegut de manera contínua durant el viatge en un camí que no és necessàriament recte. Vist com un problema en la geometria, la tasca consisteix a calcular el vector a un punt de partida afegint els vectors per a cada pas del viatge des d'aquest punt.

## Efectes de l'activitat humana
Els plaguicides neonicotinoides pot afectar la capacitat de les abelles per navegar. Les abelles exposades a nivells baixos de tiamethoxam eren menys propenses a tornar a la seva colònia, en la mesura suficient com per comprometre la supervivència d'una colònia.
La contaminació lumínica atrau i desorienta els animals fotofílics, aquells que segueixen la llum. Per exemple, les tortugues marines en la incubació segueixen la llum brillant, particularment llum blava, alterant la seva navegació. La navegació interrompuda a les arnes es pot observar fàcilment al voltant de les llums brillants a les nits d'estiu. Els insectes es reuneixen al voltant d'aquestes llums a alta densitat en comptes de navegar de manera natural.